# David Martínez De Aguirre Guinea

Wappen von David Martínez de Aguirre Guinea

David Martínez De Aguirre Guinea OP (* 10. Januar 1970 in Vitoria-Gasteiz, Autonome Gemeinschaft Baskenland, Spanien) ist Apostolischer Vikar von Puerto Maldonado.

## Leben
David Martínez De Aguirre Guinea trat der Ordensgemeinschaft der Dominikaner bei und legte am 18. September 1993 die ewige Profess ab. Er empfing am 11. Dezember 1999 das Sakrament der Priesterweihe.
Am 8. Juli 2014 ernannte ihn Papst Franziskus zum Titularbischof von Izirzada und bestellte ihn zum Koadjutorvikar von Puerto Maldonado. Der Apostolische Nuntius in Peru, Erzbischof James Patrick Green, spendete ihm am 11. Oktober desselben Jahres die Bischofsweihe; Mitkonsekratoren waren der Apostolische Vikar von Puerto Maldonado, Francisco González Hernández OP, und der Apostolische Vikar von San Ramón, Gerardo Antonio Zerdín Bukovec OFM.
David Martínez De Aguirre Guinea folgte am 23. Juni 2015 Francisco González Hernández OP, der aus Gesundheitsgründen zurücktrat, als Apostolischer Vikar von Puerto Maldonado nach.